# Philosophie de la technique
 (juillet 2016).
- Si vous ne connaissez pas le sujet, laissez ce bandeau (vous pouvez alors contacter les auteurs).
- Si vous supprimez le contenu mis en cause (vous pouvez préalablement contacter les auteurs),

argumentez précisément cette suppression dans la page de discussion
(un manque de référence n'est pas un argument ; une recherche réelle de référence doit avoir été effectuée, être formellement documentée).
 (juillet 2016).
 (septembre 2011).
La Philosophie de la technique est la partie de la philosophie qui s'intéresse à la technique ou technologie, c'est-à-dire à sa nature, à ses rapports avec l'Homme.
Tous les philosophes partent du principe que le travail ne peut pas être assimilé aux instincts. Il a la forme d'un rapport ingénieux à la nature ou à la matière, à savoir la technique.

## Les effets de la technique
René Descartes explique dans son Discours de la méthode que la technique, un des fruits de l'arbre de la science avec la morale et la médecine, nous rend comme maîtres et possesseurs de la nature. Le « comme » n'est pas sans importance. En effet, « connaissant la force et les actions du feu, de l'eau, de l'air, des astres, des cieux, et de tous les autres corps qui nous environnent, aussi distinctement que nous connaissons les divers métiers de nos artisans, nous les pourrions employer en même façon à tous les usages auxquels ils sont propres, et ainsi nous rendre comme maîtres et possesseurs de la Nature.», nous pourrons donc facilement mettre la nature au service de nos besoins déterminés. 
Descartes ne veut pas dire que la technique est étrangère à la nature, ni qu'elle la dépasse de manière inconditionnelle. Nous ne faisons que nous servir des forces et des lois de la nature, mais nous utilisons ce déterminisme, une fois qu'il est connu, pour le mettre au service de nos besoins, tout spécialement la médecine. Ainsi, une montre, après qu'on l'a fabriquée, fait-elle partie de la nature au même titre qu'une plante ou qu'une montagne, mais elle est ainsi faite qu'elle nous montre l'heure. La technique est donc, avec la morale et la médecine, l'un des fruits de l'arbre de la connaissance, dont le tronc est la physique, et les racines, la métaphysique. 
C'est un des sens selon lesquels on a pu dire sans ironie que le travail était libération à l'égard de la nature et de notre propre nature immédiate. Cependant, cette libération est, dans la tradition issue de Hegel et de Marx, inséparable du problème de l'aliénation. Un régime technique déterminé impose à l'individu comme à la société un ensemble de contraintes, d'autant plus lourdes, en première analyse du moins, que les pouvoirs techniques de l'homme sont encore limités, qu'il lui faut donc consacrer plus de temps et d'efforts au travail. De plus, la technique peut être définie comme l'ensemble des procédés bien déterminés qui permettent de maîtriser la transformation de la matière, de la soumettre à un projet préétabli. Il semble alors aller de soi que la société, définie par les marxistes comme entreprise collective de maîtrise de la nature, prolongera, dans son fonctionnement même, le caractère mécanique propre à la technique. En d'autres termes, le fonctionnement de la société, les rapports sociaux, assimilés à de simples « rapports de production », non seulement se constitueraient autour des techniques, mais encore se déduiraient d'un état technologique déterminé, historique. Il y a cependant dans le marxisme une dimension libertaire, en ce sens que des techniques plus avancées permettraient à l'homme et à la société de s'affranchir du règne de la nécessité et de la rareté. Périodiquement on retrouve cette perspective à l'occasion de nouveaux objets techniques, comme l'électricité ou, actuellement, Internet, propices par leur souplesse à la constitution d'utopies techniques. 
Or, une innovation technologique, serait-elle omniprésente comme au XIXe siècle la machine à vapeur, impose-t-elle en elle-même un ordre social, contraignant dans le cas de techniques fermées, libertaire dans le cas de techniques ouvertes ? S'il ne faut pas surestimer l'impact de l'outil technique en lui-même sur la société, faut-il pour autant rejeter hors de la réflexion philosophique l'invention technique ? Affirmer comme Heidegger que l'essence de la technique n'a rien de technique, entendons de technologique ? C'est précisément ce qu'a refusé de faire Gilbert Simondon. Néanmoins, on est bien obligé de constater que les sociétés contemporaines usent et abusent des techniques sans vraiment s'intéresser au fonctionnement de l'outil, ni s'interroger sur ce qu'est l'invention, qui met en jeu au moins trois éléments; les outils techniques existant déjà, le savoir scientifique, et enfin l'innovation technique proprement dite. Comme l'avait vu Bergson, même si la science a décuplé notre puissance technique, l'invention technique ne se réduit pas pour autant à une application du savoir scientifique. Ainsi, dit Bergson, dans les deux sources de la morale et de la religion, le Rhône continue à couler dans le lac Léman. Il ne s'y perd pas. Le Rhône, c'est la technique, et le lac Léman, la techno-science. 
L'objet technique, expression de l'ingéniosité humaine, peut cependant être considéré sous un autre angle, réaliste au sens du réalisme des Idées chez Platon. Rappelons que Platon considérait, contre les Sophistes, que l'homme de métier se contente de copier une idée éternelle de l'artefact, par exemple la forme de la maison. Cette notion est-elle aussi dépassée qu'elle le semble ? En effet, l'objet technique est le fruit d'une adaptation d'un désir ou d'un besoin au milieu, adaptation qui évoque celle qui modèle la vie. On a souvent remarqué que la technique retrouvait par d'autres moyens des solutions comparables à celle de la biologie. En ce sens chaque objet technique, dès lors qu'il est inventé, tend dans son évolution à se rapprocher d'une certaine perfection, en tout cas la perfection compatible avec les connaissances scientifiques et les ressources de l'époque et de la société concernées (André Leroi-Gourhan). On peut donc à la suite de Platon et de Paul Valéry parler d'idées techniques qui pour ainsi dire aimantent l'invention et l'évolution techniques. Voilà ce que Valéry fait dire à l'âme de Socrate: 
« La pratique innombrable rejoint un jour l’idéal, et s’y arrête. Les milliers d’essais de milliers d’hommes convergent lentement vers la figure la plus économe et la plus sûre : celle-ci atteinte, tout le monde l’imite ; et les millions de ces répliques répondent à jamais aux myriades de tâtonnements antérieurs, et les recouvrent. » (Eupalinos ou l'architecte) (1923)
Les auteurs les plus darwiniens conçoivent d'ailleurs le rapport entre la vérité scientifique et la réalité physique de la même manière.
Selon Bernard Stiegler, la philosophie grecque se constitue en perdant la question de la technique. C'est en reléguant ce qu'elle surnomme la technique à un simple dehors que la philosophie crée ce dedans, cette enceinte de savoir plein à laquelle elle s'identifie. La philosophie grecque s'articule en se démarquant de ce qu'elle surnomme la technè, dont s'inspirent les sophistes. Ce dehors est supposé ne contribuer en rien au savoir plein du dedans, et n'a par conséquent de statut que comme auxiliaire. Le philosophe peut bien se servir de la technique (de l'écriture, par exemple), mais la technique n'est pas supposée participer à la constitution de la vérité philosophique. La technique n'a rien d'original ou d'originaire, elle est toujours dérivée, et elle est donc la supposition même de l'origine (la vie et le savoir pleins). Toute « pensée » de la technique excède nécessairement les limites de la philosophie. Une approche « pensante » de la technique ne peut que toucher aux bords de la pensée, ne peut que mettre en péril les schémas philosophiques.

## La techno-logie
Si la philosophie a du mal à penser la technique en tant que telle, on peut faire aussi une remarque presque symétrique. Autant la pensée technique est capable de concevoir l'objet technique proprement dit comme une réalité déterminée, autant elle est impuissante en tant que telle à anticiper l'effet d'une technique nouvelle sur la société, son organisation, ses valeurs. Est-ce vraiment là la marque d'une subordination de l'homme à la technique, métamorphosée en une puissance obscure ? (allusion à Heidegger). Quelle est la part de passivité de la société et celle d'investissement du nouvel objet par ses propres désirs, y compris les différentes formes de la volonté de puissance ? De façon plus optimiste peut-être, la société ne définit-elle pas de nouveaux projets à la lumière de possibilités techniques inédites, qui stimulent sa créativité ?
Sans surprise, la technique est vécue comme une énergie agissante et étrangère par les dominés, en particulier ceux dont les métiers disparaissent du fait des progrès techniques; et qui n'ont pas les moyens, intellectuels ou financiers, d'introduire la nouvelle réalité dans leurs stratégies propres. Cependant, on peut avec Simone Weil déceler une dimension plus générale et plus subtile de passivité dans le fait que la technique, par son existence même, transforme le monde, si l'on admet que la possibilité est partie intrinsèque du réel. Un nouveau moyen de transport transforme effectivement les règles du jeu militaire ou économique, puisque par exemple les voies terrestres sont désormais susceptibles d'être bombardées par l'aviation. Cela ne signifie finalement pas que la société n'est que le prolongement du fonctionnement d'une technologie donnée. C'est simplement, comme le remarque Hannah Arendt, que les productions techniques se voient incorporées dans le monde humain, si bien que la fabrication déclenche  « un processus dont l'issue ne peut être entièrement prévue et échappe par conséquent à la volonté de son auteur ». Cela veut dire aussi que « l'homme n'est jamais exclusivement homo faber », mais toujours déjà un acteur du monde humain et politique, avec ses antagonismes.
D'ailleurs, une machine, ou un programme informatique, incorporent nécessairement un projet humain; mieux, l'entreprise technique dans son ensemble a une signification qui n'est pas susceptible d'être appréhendée par les techniciens en tant que tels, mais bien par les penseurs et les historiens. Pour paraphraser Heidegger, l'essence de la technique n'est rien de technologique. Ainsi, ce n'est pas tant le principe de la machine à vapeur, dégagé par Sadi Carnot, qui a transformé le monde que le projet de rendre le travail humain infiniment plus efficace, ou productif. En ce sens, cette entreprise fait partie de la culture, voire tend à se confondre avec toute la culture contemporaine. Ce même projet a pu d'ailleurs prendre la forme de procédés qui ne sont pas à proprement parler technologiques, comme la division du travail dans les manufactures. Dans le Capital, Karl Marx lit même dans la manufacture l'origine dialectique du machinisme: dès que la manufacture « eut atteint un certain degré de développement, sa base technique étroite entra en conflit avec les besoins de production qu'elle avait elle-même créés. ».  « Cet atelier, ce produit de la division manufacturière du travail, enfanta à son tour les machines ». On peut donc renverser la problématique marxiste, en voyant dans le développement des techniques, non le moteur éternel de l'histoire, mais la traduction d'un programme de maximalisation de l'exploitation, apparu tardivement dans toute sa pureté.
Dans Le Principe responsabilité, Hans Jonas a montré cependant que cette maîtrise accrue de la nature va de pair avec une impuissance à en cerner les conséquences exactes sur la nature et l'homme lui-même. Aussi propose-t-il une nouvelle formulation de l'impératif catégorique kantien. Il faut toujours tenir compte aussi, dans la mise en œuvre d'une technique nouvelle, des risques qu'elle enveloppe pour les générations d'hommes qui ne sont pas encore nés. Il va jusqu'à proposer une réévaluation de la peur, au nom de la responsabilité, ce qu'il appelle l'heuristique de la peur.   
Selon Patrice Flichy, qui rejette toute conception mécanique de l'influence de la technologie, une innovation comme l'informatique n'a pas un avenir tout tracé, mais est le champ d'une interaction complexe entre différents acteurs. « Ce ne sont donc pas quelques inventeurs géniaux qui élaborent la matrice de l'histoire », écrit-il. Ainsi, c'est dans la perspective de créer une dynamique commerciale que l'industrie informatique a investi le multimédia, mais ni l'informatique ni le CD-Rom n'ont été conçus spécifiquement pour cela. Quant aux politiques, ils voient dans la constitution de nouveaux réseaux la possibilité d'une politique de relance keynésienne, ou à l'inverse, une sorte de cheval de Troie du libéralisme. Flichy, quant à lui, entend opposer à l'objet valise, investi d'espoirs contradictoires, libertaires ou capitalistes par exemple, l'objet frontière. Un objet frontière est un objet qui peut répondre aux attentes de nombreux acteurs, du fait de sa flexibilité comme de sa cohérence technologique. Cependant, tout n'est pas possible, puisque les spécificités technologiques de l'objet sont contraignantes, mais aussi les choix, une fois qu'ils ont été faits. Ajoutons que les différents acteurs n'ont pas le même poids, par exemple les cracker, délinquants informatiques libertaires, et les grandes entreprises de la télécommunication. Sur un tout autre mode, les bricoleurs entendent eux aussi créer, au lieu de se contenter d'un objet préfabriqué. Et est-il impossible de réinsérer la technologie dans un projet plus vaste, plus sage, que l'exploitation de l'homme et de la nature?

## Intelligence artificielle et intelligence humaine
La machine pense-t-elle? 
L'opinion assimile volontiers le cerveau humain à un ordinateur, capable de générer la conscience par son seul fonctionnement, mais elle hésitera à accorder la conscience aux machines. Aussi incohérentes que paraissent ces représentations, il est légitime de se demander comment une machine informatique peut, sinon penser, du moins manipuler des symboles comme si elle pensait. 
Une machine classique reproduit indéfiniment une opération matérielle correspondant à une intention donnée, par exemple tisser un vêtement. La machine informatique, elle, simule des opérations de pensée. Le langage joue là un rôle essentiel, puisqu'un symbole a une face matérielle, manipulable, et une face idéelle. Le propre d'un raisonnement est de s'enchaîner rigoureusement, à la manière d'un automate spirituel. Les mathématiques permettent de formaliser à l'aide d'un langage unique la logique, le fonctionnement des machines et… les mathématiques elles-mêmes. Un programme applique une séquence d'opérations définies aux données entrées dans la machine. La machine explore sans se fatiguer et à une vitesse déconcertante toutes les voies possibles. Plus généralement, elle peut enchaîner un nombre immense d'opérations élémentaires. Enfin, la machine met en rapport beaucoup plus de données que nous ne pouvons le faire, et découvre ainsi des connexions imprévues (Jean-Gabriel Ganascia).
Il n'y a donc aucune raison d'accorder la conscience à une machine. En effet, ce n'est qu'un ingénieux mécanisme qui en répétant un grand nombre de fois les mêmes opérations matérielles mime une opération complexe de la pensée, ou plutôt une opération symbolique. Ces symboles ne correspondent à des contenus que pour une conscience humaine. La machine peut traduire un texte sans comprendre le sens d'un seul mot. Il suffit pour cela qu'existent des règles de transformation d'une langue vers l'autre et que l'on puisse identifier par de simples opérations matérielles la valeur d'un mot. 
Selon Alan Turing, l'observateur d'une « machine de Turing » est incapable d'induire son fonctionnement physique. En ce sens, la boîte noire de la machine évoque la conscience: l'observation n'a accès ni à l'une ni à l'autre. Dans le cas de la machine, il ne peut interpréter, rapidement du moins, ce fonctionnement qu'en attribuant à la machine elle-même des intentions et des connaissances, par exemple l'intention de gagner une partie d'échec. Ainsi, la machine nous paraît-elle calculer, ou traduire, ou battre Kasparov aux échecs, et n'en fait pourtant rien. 
L'intelligence artificielle est pour Turing  intelligence au sens où pour Kant les êtres vivants supposent une finalité. Ainsi, l'oiseau a des os creux pour être plus léger et pour voler. En réalité, la nature n'a pas du tout produit cet oiseau comme nous produisons un avion. Ce n'est là qu'une analogie commode, expression de notre incapacité (du moins avant Darwin et Mendel) à comprendre ce qui se passe dans la matière organique. La nature ne poursuit des fins que pour nous, l'intelligence artificielle n'est intelligence que pour nous. Turing a proposé la définition suivante: « est intelligente une machine qui fait illusion et passe pour intelligente aux yeux des hommes. ». Il a aussi imaginé un test : on peut parler de machine pensante dès lors qu'un interrogateur humain confronté à une machine croit avoir affaire à une intelligence humaine. 
Voir test de Turing.
 L'irréductibilité de la pensée à la conscience
Pourtant, la possibilité même de ces prouesses conduit à s'interroger sur la nature de la pensée humaine. Nos pensées ne sont pas formelles et aveugles, mais sont intentionnelles:  nous visons au travers d'elles des réalités ou des idéalités. Pour autant, n'y a-t-il pas dans l'intelligence naturelle une part importante de mécanismes, voire de mécanismes analogues à ceux mis en œuvre par une machine ? 
Contrairement à un observateur, nous avons accès immédiatement à nos propres états de conscience. Mais nous ne savons pas pour autant tout ce qui se produit en nous lorsque nous comptons, ou lorsque nous parlons. Nous ne convertissons pas la totalité de nos opérations en représentations claires et distinctes. Généralement, nous n'avons conscience que des mots que nous prononçons, tout au plus de ce qu'ils enveloppent une signification que nous pourrions développer à l'aide de certains mots supplémentaires, ou de certaines expériences. La signification n'est pas non plus une image: le nombre deux ne se confond pas avec deux points, ou deux pommes, quatre, c'est à la fois quatre points alignés ou rangés deux par deux, etc. Or, je ne peux pas imaginer toutes les possibilités à la fois. 
Bref, nous ne savons pas vraiment ce que recouvre l'évidence pourtant incontestable de la pensée. Lorsque je pense, l'être de ma pensée ne se confond pas avec mes états de conscience; avec ma psychologie. Je vois bien que la formule « a est plus grand que b » est équivalente à « b est plus petit que a », que les deux sont vraies ou fausses en même temps, indépendamment de mon caractère ou de mon tempérament. J'ai accès à cette évidence, mais je ne sais pas comment j'y ai accès, comment j'aperçois en tant que personne particulière leur équivalence objective. Ainsi, il y a dans toute opération de pensée, et en particulier les plus évidentes d'entre elles, une certaine obscurité, que l'on peut interpréter comme étant le corrélat d'opérations matérielles qui échappent à la conscience. En revanche, montre Leibniz, le chemin inverse est impraticable: entrons dans une machine aussi grande qu'un moulin. Nous n'y verrons que des processus physiques et chimiques, mais rien qui ressemble à de la pensée. La machine n'est que matière et mouvement, il est impossible de se représenter comment cette machine pourrait produire des états de conscience. C'est moins la machine qui pense que la pensée qui a une dimension machinale, assimilée au cerveau. Selon Georg Simmel, l'esprit est inséparable d'une expression objective, qui met d'ailleurs en danger sa liberté.
Pourtant, on ne voit pas à quoi servirait la conscience si le cerveau pouvait s'adapter mécaniquement à l'environnement. La vie se serait-elle donné avec la conscience un organe inutile, contemplatif? Sans doute faut-il plutôt, avec Bergson, voir un lien entre la capacité qu'a le cerveau de se réorganiser lui-même et la conscience de notre milieu. Selon Bergson, le cerveau n'est pas une machine fermée, à chaque instant, il peut se réorganiser de plusieurs façons possibles. La conscience serait avant tout faculté d'orienter ce jeu par ses choix. « L'ordinateur n'imite pas le cerveau humain : un programme qui explore 200 millions de positions à la seconde ne "pense" certainement pas comme un grand maître, qui identifie immédiatement un petit nombre de lignes de jeu intéressantes » (Michel de Pracontal). C'est précisément cette possibilité que les informaticiens et les cybernéticiens essayent de mimer. Comment doter une machine de la capacité de prendre des décisions stratégiques, de s'orienter dans une direction plutôt qu'une autre, sans calculer à l'avance les conséquences exactes de l'un et l'autre de ces choix ?